# Finn Monies
Finn Monies (født 14. august 1921 i København, død 26. april 2012) var en dansk modernistisk arkitekt.

## Uddannelse
Han var søn af vekselerer, cand.polit. Kaj Adolf Monies (1892-1970) og Wanda Henriques (1896-1991), blev student fra Frederiksberg Gymnasium 1939 og blev optaget på Kunstakademiets Arkitektskole 1940. Her studerede han indtil 1943, da han som jøde måtte flygte til Sverige, hvor han studerede ved Kungliga Tekniska Högskolan i Stockholm 1944-45. 1945 vendte han hjem som medlem af Den Danske Brigade, genoptog sine studier i København og blev arkitekt 1946. Monies studerede ved Eidgenössische Techniche Hochschule i Zürich 1947-48. Han var i studietiden ansat hos Povl Baumann 1941, Kay Fisker 1945-47, Tage William-Olsson i Göteborg 1943-44, Sune Lindström i Stockholm 1944-45, Hans Fischli i Zürich 1947-48 og Preben Hansen 1948-54. Han vandt den lille guldmedalje 1952.
Efter krigen var Monies på studierejser i USA og oplevede der arkitektur af bl.a. Frank Lloyd Wright, Walter Gropius, Richard Neutra, Ludwig Mies van der Rohe og Louis Kahn.

## Karriere
Finn Monies drev egen tegnestue sammen med Gunnar Jensen 1954-71 og sammen med Knud Erik Thurøe Hansen og P. Sass Nielsen 1974-93 (P. Sass Nielsen udtrådt 1986).
Monies var lærer ved Kunstakademiets Arkitektskole 1952-65, i bestyrelsen for Danske Arkitekters Landsforbund 1959-70 og 1973-76, ordfører for repræsentantskabet i samme 1978-83, censor ved Charlottenborg Forårsudstilling 1954, 1957 og 1964, i redaktionsudvalget for Arkitektur 1959-69, for Arkitekten 1960-69, i komiteen for bygningspræmiering i Københavns Kommune 1961-71, formand for Akademisk Arkitektforenings formandsråd og københavnsafdeling 1964-70, i Træprisens komité fra 1970, formand for Praktiserende Arkitekters Råd 1973-76, i komiteen for bygningspræmiering i Gentofte Kommune 1974-86, formand for Arkitekt-Ingeniørrådet 1975-76, i Betonelementprisens komité fra 1978, formand for Kunstforeningen af 14. august fra 1983, medlem af Kunstakademiet fra 1984 og i komiteen for bygningspræmiering i Høje-Taastrup Kommune fra 1988.
Monies' produktion er meget alsidig, men ofte præget af indlevelse i konteksten og velovervejet - til tider utraditionel - anvendelse af materialerne.

## Hæder
Finn Monies modtog Emil Bissens Præmie 1956, Træprisen 1962, præmieringer fra Foreningen til Hovedstadens Forskønnelse 1969 og 1984 og Eckersberg Medaillen 1984. Han var Ridder af Dannebrog.
Monies blev gift 3. juli 1948 i København med grafikeren, maleren Helle Gertrud Termansen (født 25. februar 1923 sammesteds), datter af landinspektør Julius Termansen og Hedevig Haugen Johansen.
Han er begravet på Mariebjerg Kirkegård.

## Værker
- Parti af Haderslev gl. rådhus
- Vermundsgade 5
- Det frie Gymnasium

(alle sammen med Monies' kompagnoner på tegnestuen)
- Anneks til Jantzens Hotel, Gudhjem (1956, Emil Bissens Præmie)
- Parkrestaurant, Malmø (1959)
- Allinge-Sandvig Borgerskole (1959, tillige sammen med Preben Hansen og Eywin Langkilde)
- Klemensker Skole, Klemensker (1960)
- Havebrugsskolen Vilvorde, Charlottenlund (1960-67, udvidet og ombygget til kursuscenter 1982)
- Nærumgård, Nærum (1961)
- Østersøbadet, Sandvig (1961)
- Plejehjem, Zahrtmannsvej 22, Rønne (1962)
- Bornholms Sygehjem, Doktorbakken 10, Åkirkeby (1967)
- Søbanegård, Rønne (1968, 1. præmie 1963)
- Bolig- og erhvervsbyggeri, Østerbrogade 165, København (1964)
- Konfektionsfabrik, Niels Bohrs Vej, Haderslev (1966)
- Haderslev Forbrændingsanstalt (1967)
- Virumhallen, Geelsplads, Virum (1969)
- Nordforbrænding, Hørsholm (1969, 1993)
- Frydenholm Plejehjem, Kongevejen 127, Holte (1971)
- Astersvej 9, Roskilde (1972)
- Datacentralen, Brøndbyøster Boulevard 22, Brøndbyøster (1972)
- Haderslev Rådhus, Haderslev (1974)
- Gl. Holte Skole, Holte (1976)
- Gentofte Retsbygning, Rygårdsvænget 6, Hellerup (1978-79, nedlagt 2007, ombygget 2012)
- Statens Levnedsmiddelinstitut, Mørkhøj Bygade 19, Gladsaxe (1983)
- Trouville, Hornbæk (1982)
- Kontorbygning for WHO, Svanemøllen, København (1984, nedlagt)
- Rytmisk Musikkonservatorium, Dr. Priemes Vej 3, Frederiksberg (1989, fraflyttet)
- Danmarks EDB-center for forskning og uddannelse, Vermundsgade 5, København (1989)
- Det frie Gymnasium, Møllegade 26, København (1991)
- Laborantskolen i Hovedstadsområdet, Sigurdsgade 34, København (1991)
- Indretning af Juridisk Fakultet, Københavns Universitet (1994)
- Usserød Rensningsanlæg, Usserød (1994)
- Dispositions- og kommuneplan for Rønne (1978), for Nexø (1979) og for Stevns (1976)
- Adskillige industribygninger, enfamiliehuse og lokalplaner

### Konkurrencer
- Langeliniepavillonen (1953, 2. præmie)
- Søbanegård, Rønne (1959, 1. præmie)

### Skriftlige arbejder
- Træ og arkitektur, 1958.
- (s.m. Knud Peter Harboe): 50 års bygningskunst i Gentofte, 1958.
- (s.m. Esbjørn Hiort og Bent Røgind): Contemporary Danish Architecture, 1958.
- (red. sammen med Karen Zahle): Tiden i Stockholm, Arkitektens Forlag 1999. ISBN 8774072099
- Adskillige artikler og andre bidrag til bøger, tidsskrifter og dagblade, bl.a. Arkitekten, Arkitektur, Tegl, Haven, Byggeindustrien, Politiken, Dagbladet Information, Berlingske Tidende og Advokatbladet